# Robert Lopez
Robert Lopez est un compositeur et parolier américain né le 23 février 1975. Il est notamment connu pour avoir coécrit avec Jeff Marx la comédie musicale Avenue Q qui a reçu un Tony Award.

## Biographie
Né à Greenwich Village (situé à Manhattan), Robert Lopez est d'origine philippine. Il devient intéressé par l'écriture de chansons très jeune, écrivant sa première chanson à l'âge de sept ans. Il s'inscrit au Hunter College High School et obtient un Bachelor of Arts en anglais, à l'université Yale, où il était membre de la Yale Spizzwinks.
En 1998, tandis qu'il participait au prestigieux atelier « BMI Lehman Engel Musical Theater », il rencontre un autre compositeur en herbe, Jeff Marx. Leur premier projet commun, Kermit, Prince du Danemark, une parodie de Hamlet avec les Muppets, remporte le Kleban Award pour les paroles. Pourtant, la compagnie Jim Henson avait rejeté le script, leur faisant ensuite dire qu'il n'était pas assez à destination des enfants. L'histoire a même été envisagée pour le prochain film des Muppets en 2004, avant que ce dernier ne quitte Disney. Les grands moments de ce musical qui n'a finalement pas vu le jour ont été joués par Rick Lyon, Rebecca Jones et Susan Blackwell au Workshop BMI. Il rencontre également pendant ce même Workshop Kristen Anderson avec qui il sort, puis se marie en 2003. Il a d'ailleurs avec elle deux enfants, Katie et Annie, qui ont posé leurs voix sur les chansons de La Reine des Neiges.
En 1999, Lopez et Marx, qui ont collaboré à la fois sur la musique et les paroles, commencent à travailler sur Avenue Q, une comédie musicale qui, utilisant des marionnettes similaires à celles de Sesame Street, joue avec des thèmes et des idées adultes. Le spectacle, pour lequel Lopez a aussi fourni les segments animés, a été sa première expérience professionnelle. Après avoir été joué hors Broadway, le spectacle est transféré en juillet 2003 au Théâtre John Golden de Broadway, où il s'avère être à la fois un succès critique et populaire, gagnant le Tony Award 2004 de la meilleure comédie musicale, et celui de la musique de comédie musicale pour Lopez et Marx. Jusqu'en 2007, l'album du spectacle avec la troupe originale s'est vendu à plus de 150 000 exemplaires.
En 2005, Lopez commence à travailler sur un nouveau projet de musical avec Matt Stone et Trey Parker, les créateurs de South Park, une série que Lopez a mentionné en 2003 comme étant une des inspirations d'Avenue Q. Le Livre de Mormon débute au théâtre Eugene O'Neill de Broadway le 24 mars 2011 après des avant-premières le 24 février. Le spectacle a été nommé pour 14 Tony Awards et en gagna 9, dont la meilleure musique originale : musical et paroles, et le meilleur livret de musical.
Début 2006, Robert Lopez a collaboré avec son frère, Billy, sur plusieurs épisodes de la série de Nickelodeon Wonder Pets pour laquelle ils partagent un Daytime Emmy Award avec les autres compositeurs de la série et le directeur musical, Jeffrey Lesser, en 2008. En janvier 2007, une adaptation musicale du film de Disney/Pixar Le Monde de Némo, coécrit avec sa femme, prend place au parc à thèmes « Le royaume des animaux » de Disney. Le 18 janvier 2007, Lopez et Marx collaborent de nouveau en écrivant quatre chansons pour la série TV Scrubs pour le 123e épisode appelé « Mon Musical ». TV Guilde a qualifié l'épisode d'un des 100 meilleurs épisodes de tous les temps en 2009. Lopez et Marx récoltent une nomination à un Emmy Award avec un de ces chansons, « Everything comes down to Poo ». Stephanie D'Abruzzo, qui tient le rôle de Katie Monster et Lucy the Slut dans la troupe originale d'Avenue Q y fait également une apparition comme invitée.
En 2011, Lopez collabore de nouveau avec Matt Stone et Trey Parker pour l'épisode de South Park Le Secret de Broadway. Lopez a également eu trois collaborations pour des séries. C'est notamment le cas de deux chansons pour Phinéas et Ferb, un dessin animé de Disney Channel : Aerial Area Rug pour l'épisode Magic Carpet Ride, et Fly On the Wall pour l'épisode du même nom. Avec sa femme, il compose aussi six chansons pour Winnie l'ourson, sorti en 2011 par les studios d'animations Disney, ainsi que pour La Reine des Neiges. Ils ont aussi écrit une chanson originale pour Les Mondes de Ralph, mais elle fut coupée au montage. Enfin, il compose une chanson pour un épisode des Simpson diffusé le 29 avril 2012, Un truc super à ne jamais refaire, intitulée « Enjoy It While You Can ».
Actuellement, Lopez et sa femme sont en cours de création d'un nouveau musical intitulé Up Here, décrit par Lopez comme un « mélange entre Annie Hall et le Cirque du Soleil », une comédie romantique avec un grand développement théâtral. Le couple travaille aussi sur un autre musical pour Disney, Bob the Musical, avec Allan Loeb qui écrit l'histoire.

## Récompenses et nominations
| Année        | Cérémonie           | Catégories                                                 | Œuvre                                       | Résultats |
| ------------ | ------------------- | ---------------------------------------------------------- | ------------------------------------------- | --------- |
| 2003         | Drama Desk Award    | Outstanding Lyrics                                         | Avenue Q                                    | Nommé     |
| 2004         | Tony Awards         | Meilleur Score original                                    | Avenue Q                                    | Gagnant   |
| 2007         | Emmy Awards         | Outstanding Music & Lyrics                                 | Scrubs                                      | Nommé     |
| 2008 et 2010 | Daytime Emmy Awards | Outstanding Achievement in Music Direction and Composition | The Wonder Pets                             | Gagnant   |
| 2011         | Tony Awards         | Meilleur livret de musical et meilleure score original     | Le Livre de Mormon                          | Gagnant   |
| 2011         | Drama Desk Award    | Outstanding Lyrics et Outstanding Music                    | Le livre de Mormon                          | Gagnant   |
| 2012         | Grammy Awards       | Meilleur album de musical                                  | Le Livre de Mormon                          | Gagnant   |
| 2012         | Annie Awards        | Musique dans une production d'animation                    | Winnie l'Ourson                             | Nommé     |
| 2013         | Golden Globes       | Meilleure chanson originale                                | Let it go de La Reine des neiges            | Nommé     |
| 2014         | Oscars              | Meilleure chanson originale                                | Let it go de La reine des neiges            | Gagnant   |
| 2020         | Golden Globes       | Meilleure chanson originale                                | Into the Unknown dans La Reine des neiges 2 | Nommé     |
| 2020         | Oscars              | Meilleure chanson originale                                | Into the Unknown dans La Reine des neiges 2 | Nommé     |